# David Duval
David Robert Duval (* 9. November 1971 in Jacksonville, Florida) ist ein US-amerikanischer Profigolfer der PGA Tour. Er gehört zum Kreis der Major Sieger und war auch einige Wochen Führender in der Golfweltrangliste.

## Werdegang
Der Sohn des früheren Champions Tour Spielers Bob Duval maturierte an der Episcopal High School of Jacksonville, war 1989 U.S. Junior Amateur Champion und führte seine Amateurkarriere an der Georgia Tech fort, wo er viermal All-American, zweimal ACC Player of the Year, und schließlich 1993 National Player of the Year wurde.
Nach zwei Jahren auf der zweitgereihten Nike Tour erspielte sich Duval die Spielberechtigung für die PGA TOUR 1995. Schnell stellte sich dort der Erfolg ein, und er wurde 1996 ins Presidents Cup Team einberufen, wo er eine makellose Matchbilanz von vier Siegen aus vier Begegnungen hinlegte. Zwischen 1997 und 2001 gewann Duval dreizehn Turniere auf der PGA Tour, darunter die prestigeträchtigen Tour Championship 1997 und die Players Championship 1999, sowie im Jahre 2000 den World Cup mit seinem Partner Tiger Woods. Nachdem ihn einige Jahre der dubiose Ruf „weltbester Spieler ohne Major Titel“ verfolgte, schaffte er schließlich 2001 den Sieg bei der Open Championship. Beim Masters gelangen Duval 1998 und 2001 jeweils zweite Plätze.
Neben dem Erreichen der Weltranglistenführung im April 1999 gehörte im selben Jahr eine 59er Finalrunde bei der Bob Hope Chrysler Classic – am Palmer Course des PGA West in La Quinta, Kalifornien – zu den weiteren Glanzlichtern seiner Karriere. Vor ihm schafften dieses Ergebnis nur Al Geiberger und Chip Beck, allerdings nicht in einer Finalrunde.
Nach seinem Major Sieg fiel Duval in ein unerklärliches Formtief und nach 2003 unterbrach er sogar seine Karriere für einen längeren Zeitraum. Rücken-, Handgelenk- und Schulterverletzungen, sowie private Probleme erschwerten zusätzlich seine Comeback-Bemühungen. Erst mit der Saison 2006 zeichnet sich ein Silberstreif am Horizont ab. Er schaffte zwei Cuts in Folge und rückte bei den US Open wieder kurzzeitig ins Rampenlicht, als er die beste Runde des Turnieres erzielen konnte und am Ende mit sechs Schlägen Rückstand den guten 16. Platz erreichte. Bei den US Open 2009 wurde Duval mit zwei Schlägen Rückstand geteilter Zweiter.
Duval spielte für sein Land dreimal im Presidents Cup (1996, 1998 und 2000) und zweimal im Ryder Cup (1999 und 2002). Er lebt mit seiner Frau Susie und vier Kindern in Denver, Colorado.

## PGA Tour Siege
- 1997: Michelob Championship at Kingsmill, Walt Disney World/Oldsmobile Classic, The TOUR Championship
- 1998: Tucson Chrysler Classic, Shell Houston Open, NEC World Series of Golf, Michelob Championship at Kingsmill
- 1999: Mercedes Championships, Bob Hope Chrysler Classic, The PLAYERS Championship, BellSouth Classic
- 2000: Buick Challenge
- 2001: The Open Championship

Major Championship ist fett gedruckt.

## Andere Turniersiege
- 1993: Nike Wichita Open,  Nike Tour Championship (beide Nike Tour)
- 1998: Fred Meyer Challenge (mit Jim Furyk – inoffizielles Event)
- 1999: Franklin Templeton Shootout (mit Fred Couples – inoffizielles Event)
- 2000: World Cup (mit Tiger Woods – zählt nicht zur Geldrangliste)
- 2001: Dunlop Phoenix (Japan Golf Tour)

## Resultate bei Major Championships
| Turnier           | 1990 | 1991 | 1992 | 1993 | 1994 | 1995 | 1996 | 1997 | 1998 | 1999 | 2000 | 2001 | 2002 | 2003 | 2004 |
| ----------------- | ---- | ---- | ---- | ---- | ---- | ---- | ---- | ---- | ---- | ---- | ---- | ---- | ---- | ---- | ---- |
| Masters           | DNP  | DNP  | DNP  | DNP  | DNP  | DNP  | T18  | CUT  | T2   | T6   | T3   | 2    | CUT  | CUT  | DNP  |
| US Open           | T56  | DNP  | CUT  | DNP  | DNP  | T28  | T67  | T48  | T7   | T7   | T8   | T16  | CUT  | CUT  | CUT  |
| Open Championship | DNP  | DNP  | DNP  | DNP  | DNP  | T20  | T14  | T33  | T11  | T62  | T11  | 1    | T22  | CUT  | DNP  |
| PGA Championship  | DNP  | DNP  | DNP  | DNP  | DNP  | CUT  | T41  | T13  | CUT  | T10  | DNP  | T10  | T34  | WD   | CUT  |

| Turnier           | 2005 | 2006 | 2007 | 2008 | 2009 | 2010 | 2011 | 2012 | 2013 | 2014 | 2015 | 2016 | 2017 | 2018 | 2019 |
| ----------------- | ---- | ---- | ---- | ---- | ---- | ---- | ---- | ---- | ---- | ---- | ---- | ---- | ---- | ---- | ---- |
| Masters           | CUT  | CUT  | DNP  | DNP  | DNP  | CUT  | DNP  | DNP  | DNP  | DNP  | DNP  | DNP  | DNP  | DNP  | DNP  |
| US Open           | CUT  | T16  | DNP  | DNP  | T2   | T70  | DNP  | DNP  | DNP  | DNP  | DNP  | DNP  | DNP  | DNP  | DNP  |
| Open Championship | CUT  | T56  | DNP  | T39  | CUT  | CUT  | CUT  | CUT  | CUT  | CUT  | T49  | WD   | CUT  | WD   | CUT  |
| PGA Championship  | CUT  | CUT  | DNP  | DNP  | DNP  | DNP  | DNP  | DNP  | DNP  | DNP  | DNP  | DNP  | DNP  | DNP  | DNP  |

DNP = nicht teilgenommen

CUT = Cut nicht geschafft

WD = aufgegeben 

„T“ geteilte Platzierung

Grüner Hintergrund für Siege

Gelber Hintergrund für Top 10